# Sitio Iglesia
Sitio Iglesia är en ort i Mexiko.   Den ligger i kommunen San José Tenango och delstaten Oaxaca, i den sydöstra delen av landet, 290 km sydost om huvudstaden Mexico City. Sitio Iglesia ligger 499 meter över havet och antalet invånare är 164.
Terrängen runt Sitio Iglesia är kuperad åt nordost, men åt sydväst är den bergig. Runt Sitio Iglesia är det ganska tätbefolkat, med 86 invånare per kvadratkilometer. Närmaste större samhälle är Huautla de Jiménez, 18,8 km sydväst om Sitio Iglesia. I omgivningarna runt Sitio Iglesia växer i huvudsak städsegrön lövskog.